# Miriszticin
A miriszticin (1-allil-3,4-(metiléndioxi)-5-metoxibenzol) egy szerves vegyület, amely a természetben a szerecsendió illóolajában és kisebb mértékben a kaporban és a petrezselyemben is megtalálható. Kristályai vízben nem, viszont etanolban és acetonban jól oldódnak.
Természetes rovarölőszer és a dopaminerg neuronokon neurotoxikus hatása van.
Hallucinogén tulajdonságai is vannak, de csak jóval nagyobb dózisokban, mint amennyiben fűszerként használják. A monoamin-oxidáz enzimet gyengén gátolja.